# Ga Sumikawa
Ga Sumikawa (澄川駅) là nhà ga tàu điện ngầm ở Minami, Sapporo, Hokkaido, Nhật Bản. Nhà ga được đánh số N14. Đây là một trong số bốn nhà ga nằm trên mặt đất của hệ thống tàu điện ngầm đô thị Sapporo (tất cả đều là ga cuối nằm ở phía nam của Tuyến Namboku).

## Bố trí ga
| Sân ga                                | Sân ga 1                                                 | Tuyến Namboku đi N15 Jieitai-Mae (Hướng đi Makomanai) → |
| Sân ga đảo, cửa sẽ mở ở bên trái/phải |                                                          |                                                         |
| Sân ga 2                              | ← Tuyến Namboku đi N13 Minami-Hiragishi (Hướng đi Asabu) |                                                         |
| G                                     | Mặt đất                                                  | Lối vào/Lối ra                                          |

## Lịch sử
Nhà ga mở cửa vào ngày 16 tháng 12 năm 1971 cùng với thời điểm khai trương Tuyến Namboku từ Ga Makomanai đến Ga Kita-Nijūyo-Jō.

## Xung quanh nhà ga
- Bến xe buýt Hokkaido Chuo, Sumikawa
- Thư viện Sapporo Sumikawa
- Bưu điện Sapporo Sumikawa-Ekimae
- Bốt cảnh sát Sumikawa South
- Hiệp hội Hợp tác xã Nông nghiệp Thành phố Sapporo (JA Sapporo), chi nhánh Sumikawa
- Núi Tenjin và Tenjinyama Art Studio
- Trường Quốc tế Hokkaido
- Siêu thị Maxvalu, Sumikawa
- Ngân hàng Hokkaido, chi nhánh Sumikawa
- Ngân hàng North Pacific, chi nhánh Sumikawa
- Ngân hàng Sapporo Shinkin, chi nhánh Sumikawa